# گاز دو فرانس

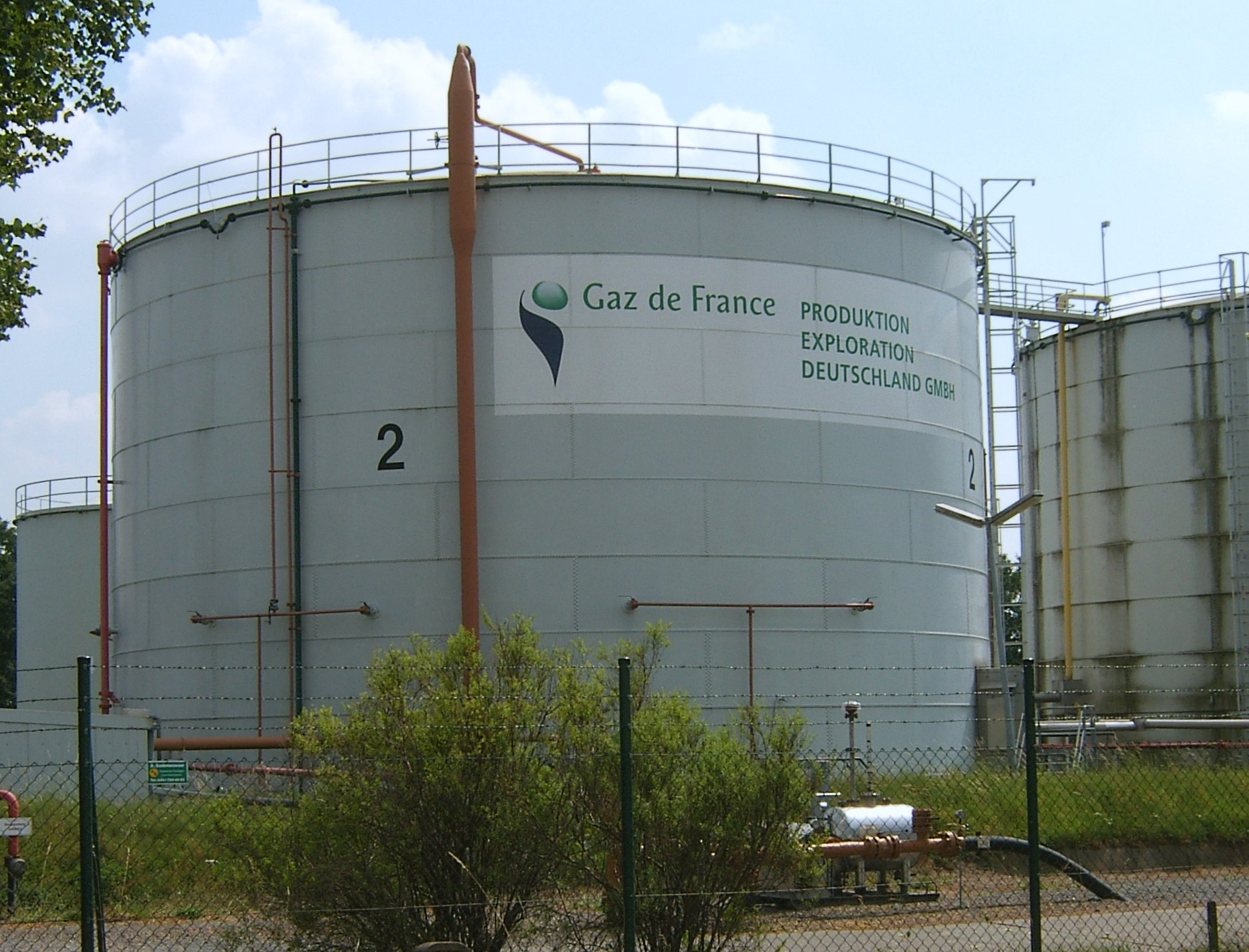
تاسیسات شرکت گاز دو فرانس

گاز دو فرانس (انگلیسی: Gaz de France) شرکت گاز فرانسوی است، که در سال ۱۹۴۶ تأسیس شد و در سال ۲۰۰۸ پس از ادغام با سوئز آنویرونمان، شرکت انژی اس.ای. را راه‌اندازی نمودند.